# Banisteriopsis
Genre
Classification phylogénétique
Banisteriopsis est un genre de plantes à fleurs de la famille des Malpighiaceae. Il comprend une centaine d'espèces.
Ce sont des plantes ligneuses originaires d'Amérique tropicale.

## Principales espèces
- Banisteriopsis caapi (Spruce ex Griseb.) Morton
- Banisteriopsis inebrians
- Banisteriopsis lucida (L.C. Rich.) Small
- Banisteriopsis muricata
- Banisteriopsis rusbyana

## Utilisation
Certaines de ces espèces sont connues pour leur effet hallucinogène et entrent dans la composition de l'ayahuasca : 
- Banisteriopsis inebrians
- Banisteriopsis caapi
- Banisteriopsis muricata
- Banisteriopsis rusbyana

L'espèce la plus étudiée jusqu'à présent a été Banisteriopsis caapi et c'est le composant principal de l'ayahuasca. Cette liane se rencontre dans les régions tropicales du Pérou, de Bolivie, du Brésil, du Venezuela, de Panama et sur la côte pacifique de Colombie et d'Équateur.
Les principes actifs hallucinogènes sont des alcaloïdes présents dans l'écorce. On en a isolé près d'une dizaine et les trois principaux sont l'harmine, l'harmaline, et la d-tétrahydroharmine (Kawanishi et al., 1982).